# Espert S.A.

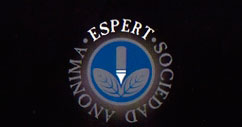
Espert S.A.

Espert S.A. es una de las principales tabacaleras de Argentina, cuya producción se centra en la elaboración de distintas variedades de cigarrillos y tabacos para armar. Está dedicada a la comercialización de sus productos a nivel local.

## Historia
La primera planta de Espert S.A. fue fundada en 2002, a través de la inversión de capitales nacionales y con Carlos Daniel Tomeo como socio fundador. Desde de 2007, también cuenta con vínculos y convenios con las empresas Hongta Tabaco Group y Weita Group.

### Variedades
Cuenta con diferentes variedades de marcas en sus productos de cigarrillos:
- Melbourne Full Flavor (Soft 19, Soft 20 y Box 20) y Melbour Light (Soft 19, Soft 20 y Box 20)
- Lee Blue Full Flavour (Soft 10, Soft 20 y Box 20)
- Mill Full Flavor  y Mill Light (Soft 20 y Light 20)
- Paladium (Soft 10 y Soft 20)
- Milenio De Luxe (Box 20 y Soft 20)

### Elaboración de sus productos
Utiliza una combinación de tabacos nacionales, como Virginia, Burley y Stern para lograr un blend americano. Revisan sus actividades para controlar el impacto ambiental y preservar la seguridad.